# Дмитровский переулок (Москва)
Дмитро́вский переу́лок (до 1922 года — Салтыко́вский переу́лок) — переулок в Центральном административном округе города Москвы. Проходит от Большой Дмитровки до Петровки. Нумерация домов ведётся от Большой Дмитровки.

## Происхождение названия
Получил название 7 июня 1922 года по улице Большая Дмитровка, к которой примыкает. Ранее назывался Салтыковским переулком, по фамилии местного домовладельца XVIII века графа С. Салтыкова.

## Примечательные здания и сооружения
По нечётной стороне:
- № 1/12 — Доходный дом купцов Живаго, перестроен по проекту архитектора С. С. Эйбушица в 1884 году.
- № 5-7 — Построенный в 2003 году 28-квартирный жилой дом переменной этажности (3—4—7) в стиле неоконструктивизма.[2] В здании с 2011 года находится галерея современного искусства Pecherskiy Gallery.

По чётной стороне:
- № 2/10 — Комплекс доходных домов купца К. Н. Голофтеева (1878, архитектор В. Н. Карнеев)
- № 4 — Жилой дом (1880, архитектор К. В. Гриневский)
- № 4 стр. 2 — Доходный дом купцов Михайловых (1917)
- № 6 — Общежитие АМУ при МГК им. П. И. Чайковского.